# Østerlars
Østerlars est un village situé sur l'île de Bornholm au Danemark.
Sa population était de 242 habitants en 2021.
On y trouve une église remarquable par sa forme circulaire.

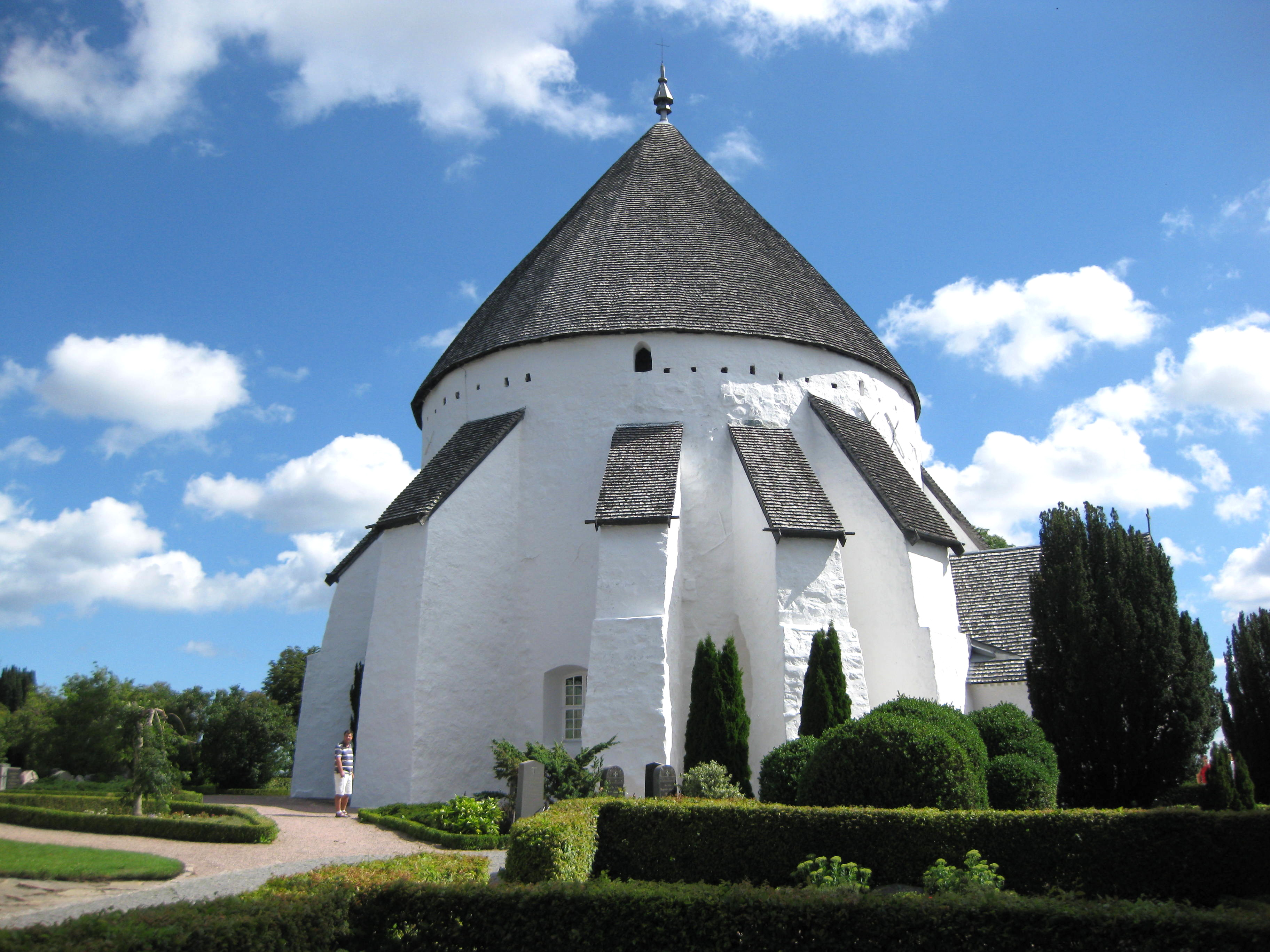
L'église ronde d'Østerlars.